# Clayton (Nova York)
Clayton és una població dels Estats Units a l'estat de Nova York. Segons el cens del 2000 tenia 1.821 habitants.

## Demografia
Segons el cens del 2000, Clayton tenia 1.821 habitants, 828 habitatges, i 492 famílies. La densitat de població era de 434 habitants/km².
Dels 828 habitatges en un 26,9% hi vivien nens de menys de 18 anys, en un 47,6% hi vivien parelles casades, en un 8,2% dones solteres, i en un 40,5% no eren unitats familiars. En el 35,3% dels habitatges hi vivien persones soles el 20,9% de les quals corresponia a persones de 65 anys o més que vivien soles. El nombre mitjà de persones vivint en cada habitatge era de 2,19 i el nombre mitjà de persones que vivien en cada família era de 2,85.
Per edats la població es repartia de la següent manera: un 22,6% tenia menys de 18 anys, un 7% entre 18 i 24, un 26,2% entre 25 i 44, un 23,4% de 45 a 60 i un 20,9% 65 anys o més.
L'edat mediana era de 41 anys. Per cada 100 dones de 18 o més anys hi havia 80,8 homes.
La renda mediana per habitatge era de 31.354 $ i la renda mediana per família de 42.208 $. Els homes tenien una renda mediana de 31.094 $ mentre que les dones 28.375 $. La renda per capita de la població era de 18.247 $. Entorn del 6,3% de les famílies i l'11,7% de la població estaven per davall del llindar de pobresa.